# ウェルカム・ニシタ
ウェルカム・ニシタ（Welcome Ncita、1965年10月25日 - ）は、南アフリカ共和国の男子プロボクサー。東ケープ州ムダントセーン出身。元IBF世界スーパーバンタム級王者。

## 来歴
1984年3月31日、プロデビュー。4回判定勝ち。
全勝を保ったまま1985年11月30日、ケープフライ級王者フラサー・ンドザンドゼと対戦し7回TKO勝ちで王座獲得に成功した。
1986年3月15日、南アフリカフライ級王者ヨハンネス・ジョー・ミーヤと対戦し12回2-1(118-114、120-114、118-119)の判定勝ちを収め王座獲得に成功した。
1986年5月31日、キーク・モリスと対戦し7回TKO勝ちを収め初防衛に成功した。
1987年4月16日、ビクター・ソナバーと対戦し12回3-0(119-111、119-113、117-113)の判定勝ちを収め2度目の防衛に成功した。
1987年10月4日、ヨハンネス・ジョー・ミーヤと再戦。4か月前のノンタイトル戦でも判定勝ちをしており、決着が期待された一戦を3-0の判定勝ちを収め3度目の防衛に成功した。
1990年3月10日、イスラエルテルアビブのヒルトンにてIBF世界スーパーバンタム級王座ファブリス・ベニシュと対戦し12回3-0(115-114、117-113、116-112)の判定勝ちを収め王座獲得に成功した。
1990年6月2日、イタリアローマのローマン・レガータ・クラブでラモン・クルスと対戦し7回2分4秒TKO勝ちを収め初防衛に成功した。
1990年9月29日、初防衛戦に続いてイタリアに再登場。アオスタのプラッゾ・デル・グヒアッヒオでゲラルド・ロペスと対戦し8回2分14秒KO勝ちを収め2度目の防衛に成功した。
1991年2月27日、アオスタのグランド・カジノでシュガー・ベイビー・ロハスと対戦しニシタがプロキャリア初の大苦戦を演じ12回2-1の僅差判定勝ちを収め3度目の防衛に成功した。
1991年6月15日、アメリカに3年振りに登場。テキサス州サンアントニオのヘミスファイアー・アリーナにて、ハーレイ・スネエードと対戦し12回3-0(118-109、117-110、117-111)の判定勝ちを収め4度目の防衛に成功した。
1991年9月28日、シュガー・ベイビー・ロハスと再戦したが前回同様ニシタが大苦戦。またしてもロハスに追い詰められ12回2-1(2者が115-113、109-119)の判定勝ちを収め苦闘ながら5度目の防衛に成功した。
1992年4月18日、トレヴィオーロのパラゼット・デッロ・スポートにてヘスス・サルドと対戦し3-0(2者が116-112、115-113)の僅差判定勝ちを収め6度目の防衛に成功した。
1992年12月2日、サルデーニャ州トルトリのテアンド・テンダにて1988年ソウルオリンピックバンタム級部門金メダリストケネディ・マッキニーと対戦。開始から打撃戦になり、判定では3-0の僅差でニシタがリードをしていたが(96-95、96-94、97-94)11回左フックを多用でマッキニーからスタンディングダウンを取るもその後マッキニーに右ロングフックの打ち終わりを狙われて右ショートフックがこめかみに当たり力を失ったかのようにダウンを奪われカウントアウトで試合終了。プロ初黒星となる11回2分48秒大逆転KO負けを喫し7度目の防衛に失敗し王座から陥落した。
1994年4月16日、テキサス州コンベンションセンターにてケネディ・マッキニーと再戦。5回にダウンを奪ったが6回にニシタが有効打で左目の上をカットしペースを握りかけたが落としてしまい、2-0(110-117、111-117、114-114)の判定負けを喫し1年4か月振りの王座返り咲きに失敗した。
1997年12月13日、ナジーム・ハメドの返上で空位になったIBF世界フェザー級王座決定戦をフロリダ州ポンバノビーチのアムピット・シアターにてヘクター・リサラガと対戦したが、10回終了時棄権により2階級制覇に失敗した。
1998年10月3日、元WBO世界フェザー級王者でWBOインターコンチネンタルフェザー級王者スティーブ・ロビンソンと対戦したが、12回1-1(115-114、114-114、111-119)の3者三様の引き分けに終わりこの試合を最後に現役を引退した。

## 獲得タイトル
- ケープフライ級王座
- 南アフリカフライ級王座
- IBF世界スーパーバンタム級王者（防衛6）